# Erastus apalamnus
Erastus apalamnus är en insektsart som först beskrevs av Rehn, J.A.G. 1904.  Erastus apalamnus ingår i släktet Erastus och familjen Phasmatidae. Inga underarter finns listade i Catalogue of Life.